# 기리시마시
기리시마시(일본어: 霧島市 기리시마시[*])는 일본 가고시마현 중앙부에 있는 시이다. 2005년 11월 7일에 고쿠부시(国分市)와 아이라군(姶良郡) 미조베정(溝辺町), 요코가와정(横川町), 마키조노정(牧園町), 기리시마정(霧島町), 하야토정(隼人町), 후쿠야마정(福山町) 등 1시 6정이 합병하면서 탄생한 도시이다. 가고시마현에서 2번째로 인구가 많은 시이다.
사쓰마 지방과 오스미 지방, 미야자키현을 연결하는 교통의 요충지로 국도·철도 등 교통 수단이 발달해 왔고 예로부터 가고시마현에서 유수한 도시로 발전해 왔다. 또한 가고시마 공항이 가고시마시에서 이곳으로 이전하고 규슈 자동차도가 가지키 나들목까지 개통한 시기부터 소니나 교세라 등 산업이 발전했다. 한편으로 일본 100대 명산 중 하나인 기리시마산과 가고시마 신궁의 오일제, 히나타야마 온천과 묘켄 온천 등 온천으로 알려진 관광 도시이기도 하다.

## 지리
일본 100대 명산 중 하나인 기리시마산이 있고 아모리강, 다카하시강, 아미카케강 등이 흐른다. 남쪽으로 가고시마만과 접하고 일본의 국립공원 중 하나인 기리시마야쿠 국립공원이 있다.

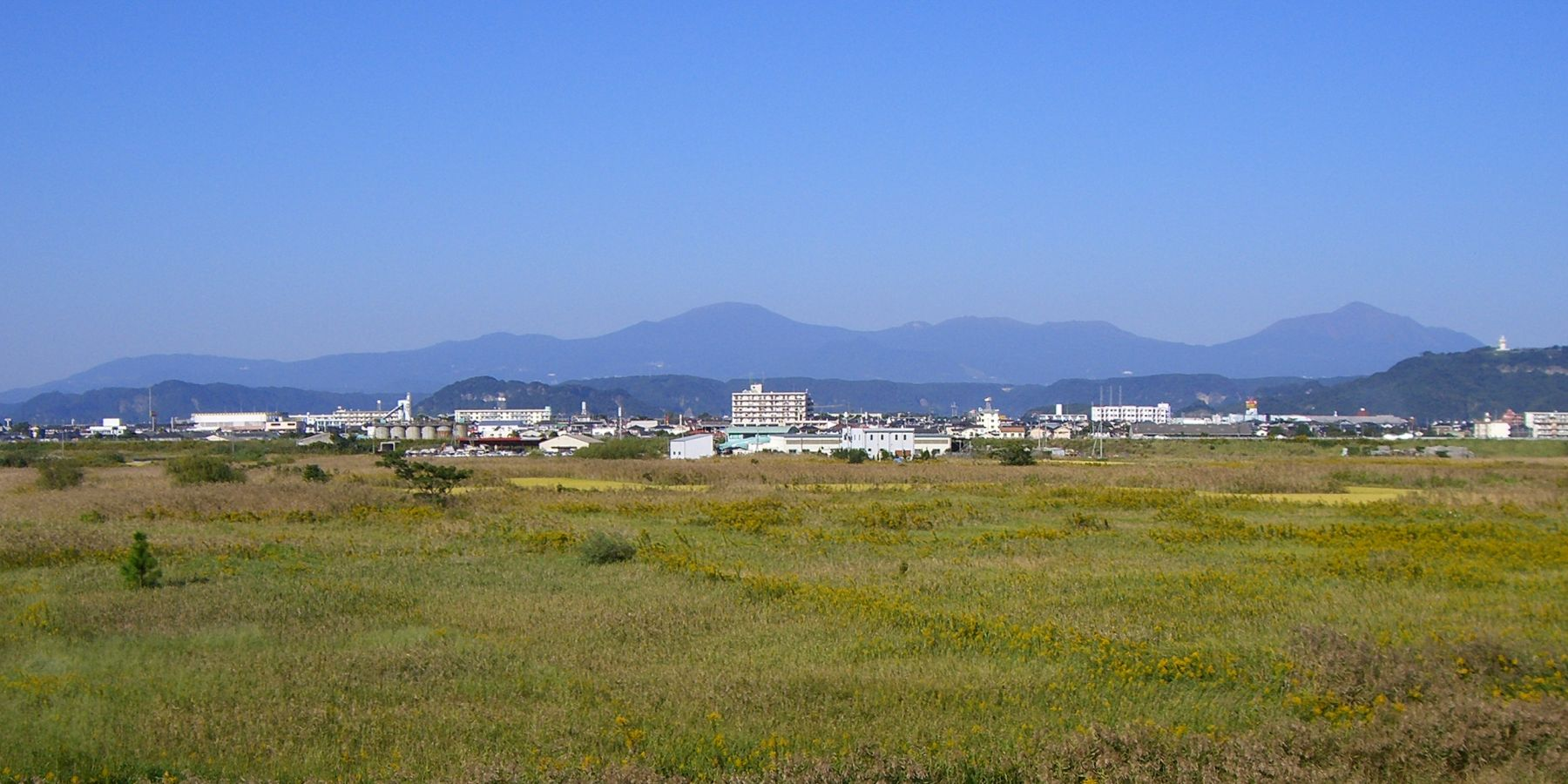
고쿠부평야, 시라스 대지, 기리시마산

### 인접한 자치체
- 가고시마현
  - 사쓰마센다이시
  - 소오시
  - 다루미즈시
  - 가노야시
  - 아이라시
  - 사쓰마군 사쓰마정

- 미야자키현
  - 미야코노조시
  - 니시모로카타군 다카하루정
  - 고바야시시
  - 에비노시

## 역사
- 2005년 11월 7일 - 고쿠부시, 아이라군 미조베정·요코카와정·마키조노정·기리시마정·하야토정·후쿠야마정이 합병해 성립하였다.

## 교통

### 공항
- 가고시마 공항

### 철도
- 규슈 여객철도
  - 닛포 본선
  - 히사쓰선

### 도로
- 규슈 자동차도
- 히가시큐슈 자동차도
- 국도 제10호선
- 국도 제220호선
- 국도 제223호선
- 국도 제504호선

## 특산품
- 후쿠야마의 천연 흑초
- 녹차
- 일본 소
- 밤

## 인구
| 연도 | 인구    | ±%     |
| ---- | ------- | ------ |
| 1920 | 86,198  | —      |
| 1930 | 90,540  | +5.0%  |
| 1940 | 90,973  | +0.5%  |
| 1950 | 122,982 | +35.2% |
| 1960 | 113,032 | −8.1%  |
| 1970 | 95,326  | −15.7% |
| 1980 | 102,157 | +7.2%  |
| 1990 | 116,247 | +13.8% |
| 2000 | 127,912 | +10.0% |
| 2010 | 127,487 | −0.3%  |
| 2020 | 123,135 | −3.4%  |

## 기후
| 기리시마시의 기후                                            | 기리시마시의 기후 | 기리시마시의 기후 | 기리시마시의 기후 | 기리시마시의 기후 | 기리시마시의 기후 | 기리시마시의 기후 | 기리시마시의 기후 | 기리시마시의 기후 | 기리시마시의 기후 | 기리시마시의 기후 | 기리시마시의 기후 | 기리시마시의 기후 | 기리시마시의 기후 |
| 월                                                           | 1월               | 2월               | 3월               | 4월               | 5월               | 6월               | 7월               | 8월               | 9월               | 10월              | 11월              | 12월              | 연간              |
| ------------------------------------------------------------ | ----------------- | ----------------- | ----------------- | ----------------- | ----------------- | ----------------- | ----------------- | ----------------- | ----------------- | ----------------- | ----------------- | ----------------- | ----------------- |
| 역대 최고 기온 °C (°F)                                       | 19.4 (66.9)       | 20.9 (69.6)       | 23.8 (74.8)       | 26.9 (80.4)       | 31.1 (88.0)       | 31.8 (89.2)       | 34.4 (93.9)       | 35.1 (95.2)       | 33.3 (91.9)       | 30.3 (86.5)       | 25.8 (78.4)       | 21.5 (70.7)       | 35.1 (95.2)       |
| 일평균 최고 기온 °C (°F)                                     | 9.5 (49.1)        | 11.1 (52.0)       | 14.3 (57.7)       | 18.8 (65.8)       | 22.8 (73.0)       | 24.7 (76.5)       | 28.8 (83.8)       | 29.7 (85.5)       | 27.2 (81.0)       | 22.6 (72.7)       | 17.2 (63.0)       | 11.8 (53.2)       | 19.9 (67.8)       |
| 일일 평균 기온 °C (°F)                                       | 5.3 (41.5)        | 6.5 (43.7)        | 9.5 (49.1)        | 13.9 (57.0)       | 17.9 (64.2)       | 20.9 (69.6)       | 24.7 (76.5)       | 25.2 (77.4)       | 22.7 (72.9)       | 18.0 (64.4)       | 12.7 (54.9)       | 7.5 (45.5)        | 15.4 (59.7)       |
| 일평균 최저 기온 °C (°F)                                     | 1.5 (34.7)        | 2.3 (36.1)        | 5.2 (41.4)        | 9.5 (49.1)        | 14.0 (57.2)       | 18.1 (64.6)       | 22.0 (71.6)       | 22.4 (72.3)       | 19.5 (67.1)       | 14.3 (57.7)       | 8.7 (47.7)        | 3.5 (38.3)        | 11.8 (53.2)       |
| 역대 최저 기온 °C (°F)                                       | −8.6 (16.5)       | −7.8 (18.0)       | −5.6 (21.9)       | 0.2 (32.4)        | 2.4 (36.3)        | 11.7 (53.1)       | 15.3 (59.5)       | 17.1 (62.8)       | 10.3 (50.5)       | 3.4 (38.1)        | −2.8 (27.0)       | −5.5 (22.1)       | −8.6 (16.5)       |
| 평균 강수량 mm (인치)                                        | 73.4 (2.89)       | 119.8 (4.72)      | 174.3 (6.86)      | 204.3 (8.04)      | 238.2 (9.38)      | 644.6 (25.38)     | 459.7 (18.10)     | 307.7 (12.11)     | 304.4 (11.98)     | 121.7 (4.79)      | 104.6 (4.12)      | 78.1 (3.07)       | 2,830.7 (111.44)  |
| 평균 강수일수 (≥ 1.0 mm)                                     | 8.3               | 9.0               | 12.7              | 11.5              | 11.1              | 17.4              | 13.8              | 13.4              | 11.7              | 7.8               | 8.3               | 7.1               | 132.1             |
| 평균 월간 일조시간                                           | 145.2             | 144.0             | 166.2             | 174.3             | 174.9             | 101.7             | 162.7             | 180.3             | 151.6             | 178.4             | 153.5             | 150.3             | 1,883.3           |
| 출처: 일본 기상청 (평년값: 1991년~2020년, 극값: 1977년~현재) |                   |                   |                   |                   |                   |                   |                   |                   |                   |                   |                   |                   |                   |

## 같이 보기
- 가라쿠니타케(韓國岳)